# 迈克·布劳恩
迈克尔·肯特·布朗（/ˈbrɔːn/，1954年3月24日—）是一名美国商人和政治家，現任印第安納州州長，曾任印第安纳州聯邦参议员。此前，他于2014年至2017年擔任印第安纳州众议院的眾议员。作为共和黨成员，布劳恩于2018年击败民主党原参议员喬·唐納利并获得了后者所保持的席位。
布劳恩反对平价医疗法案、同性婚姻、人工流产以及为无证移民提供公民身份的途径。他自诩为保护主义者，曾向共和党施压，要求其更加重视气候变化问题，但他也支持美国退出巴黎气候协定。在特朗普任内，他支持特朗普的贸易和关税政策，此前他一直是自由贸易的倡导者。布劳恩在特朗普与乌克兰丑闻相关的弹劾审判中投票支持特朗普无罪。在乔·拜登赢得2020年大选后，特朗普拒绝让步，同时谎称舞弊，布劳恩为特朗普试图推翻选举结果的行为进行辩护。
在2024年选举中，他代表共和黨參選印第安纳州州长，當選並延續共和黨在該州近20年的執政。